# Granja Don Juan
Granja Don Juan är en ort i Mexiko.   Den ligger i kommunen Comonfort och delstaten Guanajuato, i den centrala delen av landet, 220 km nordväst om huvudstaden Mexico City. Granja Don Juan ligger 1 800 meter över havet och antalet invånare är 179.
Terrängen runt Granja Don Juan är kuperad norrut, men söderut är den platt. Runt Granja Don Juan är det tätbefolkat, med 790 invånare per kvadratkilometer. Närmaste större samhälle är Comonfort, 0,76 km nordost om Granja Don Juan. Omgivningarna runt Granja Don Juan är en mosaik av jordbruksmark och naturlig växtlighet.